# Гильен, Аарон
Ааро́н Гилье́н (исп. Aarón Guillén; 23 июня 1993, Чиуауа, Чиуауа, Мексика) — мексиканский футболист, левый защитник клуба «Тампа-Бэй Раудис».

## Биография
Аарон Гильен родился в Чиуауа, Мексика, однако в возрасте 8 лет переехал жить в Эль-Пасо, Техас.
В 2011 году присоединился к академии футбольного клуба «Даллас».
В 2012—2015 годах обучался во Флоридском университете побережья залива по специальности «Управление бизнесом». Обучение совмещал с игрой за университетскую футбольную команду.
В 2013 году в составе клуба «Остин Ацтекс» выиграл чемпионат летней лиги PDL.
5 января 2016 года клуб MLS «Даллас» подписал с Гильеном контракт по правилу доморощенного игрока. Его профессиональный дебют состоялся 26 марта 2016 года в матче против «Ди Си Юнайтед». 5 августа 2017 года Гильен отправился в краткосрочную аренду в клуб USL «Талса Рафнекс». По окончании сезона 2017 «Даллас» не продлил контракт с Гильеном.
15 марта 2018 года Гильен заключил контракт с клубом USL «Норт Каролина». Дебютировал за «Норт Каролину» 31 марта 2018 года в матче против «Ричмонд Кикерс», выйдя в стартовом составе.
18 декабря 2019 года Гильен подписал двухлетний контракт с клубом Чемпионшипа ЮСЛ «Тампа-Бэй Раудис». Дебютировал за «Раудис» 7 марта 2020 года в матче стартового тура сезона против «Нью-Йорк Ред Буллз II», выйдя в стартовом составе.

## Достижения
Командные
 «Даллас»
- Победитель регулярного чемпионата MLS: 2016
- Обладатель Открытого кубка США: 2016

## Статистика выступлений
| Выступление            | Выступление      | Выступление      | Лига | Лига | Плей-офф | Плей-офф | Кубок | Кубок | ЛЧ КОНКАКАФ | ЛЧ КОНКАКАФ | Итого | Итого |
| Клуб                   | Лига             | Сезон            | Игры | Голы | Игры     | Голы     | Игры  | Голы  | Игры        | Голы        | Игры  | Голы  |
| ---------------------- | ---------------- | ---------------- | ---- | ---- | -------- | -------- | ----- | ----- | ----------- | ----------- | ----- | ----- |
| Даллас                 | MLS              | 2016             | 2    | 0    | 0        | 0        | 1     | 0     | 2           | 0           | 5     | 0     |
| Даллас                 | MLS              | 2017             | 6    | 0    | —        | —        | 0     | 0     | 2           | 0           | 8     | 0     |
| Даллас                 | Итого            | Итого            | 8    | 0    | 0        | 0        | 1     | 0     | 4           | 0           | 13    | 0     |
| Талса Рафнекс (аренда) | USL              | 2017             | 3    | 0    | —        | —        | —     | —     | —           | —           | 3     | 0     |
| Талса Рафнекс (аренда) | Итого            | Итого            | 3    | 0    | —        | —        | —     | —     | —           | —           | 3     | 0     |
| Норт Каролина          | USLC             | 2018             | 26   | 0    | —        | —        | 3     | 0     | —           | —           | 29    | 0     |
| Норт Каролина          | USLC             | 2019             | 31   | 0    | 1        | 0        | 3     | 0     | —           | —           | 35    | 0     |
| Норт Каролина          | Итого            | Итого            | 57   | 0    | 1        | 0        | 6     | 0     | —           | —           | 64    | 0     |
| Тампа-Бэй Раудис       | USLC             | 2020             | 1    | 0    | 0        | 0        | 0     | 0     | —           | —           | 1     | 0     |
| Тампа-Бэй Раудис       | Итого            | Итого            | 1    | 0    | 0        | 0        | 0     | 0     | —           | —           | 1     | 0     |
| Всего за карьеру       | Всего за карьеру | Всего за карьеру | 69   | 0    | 1        | 0        | 7     | 0     | 4           | 0           | 81    | 0     |